# Edifício G. G. Gerber

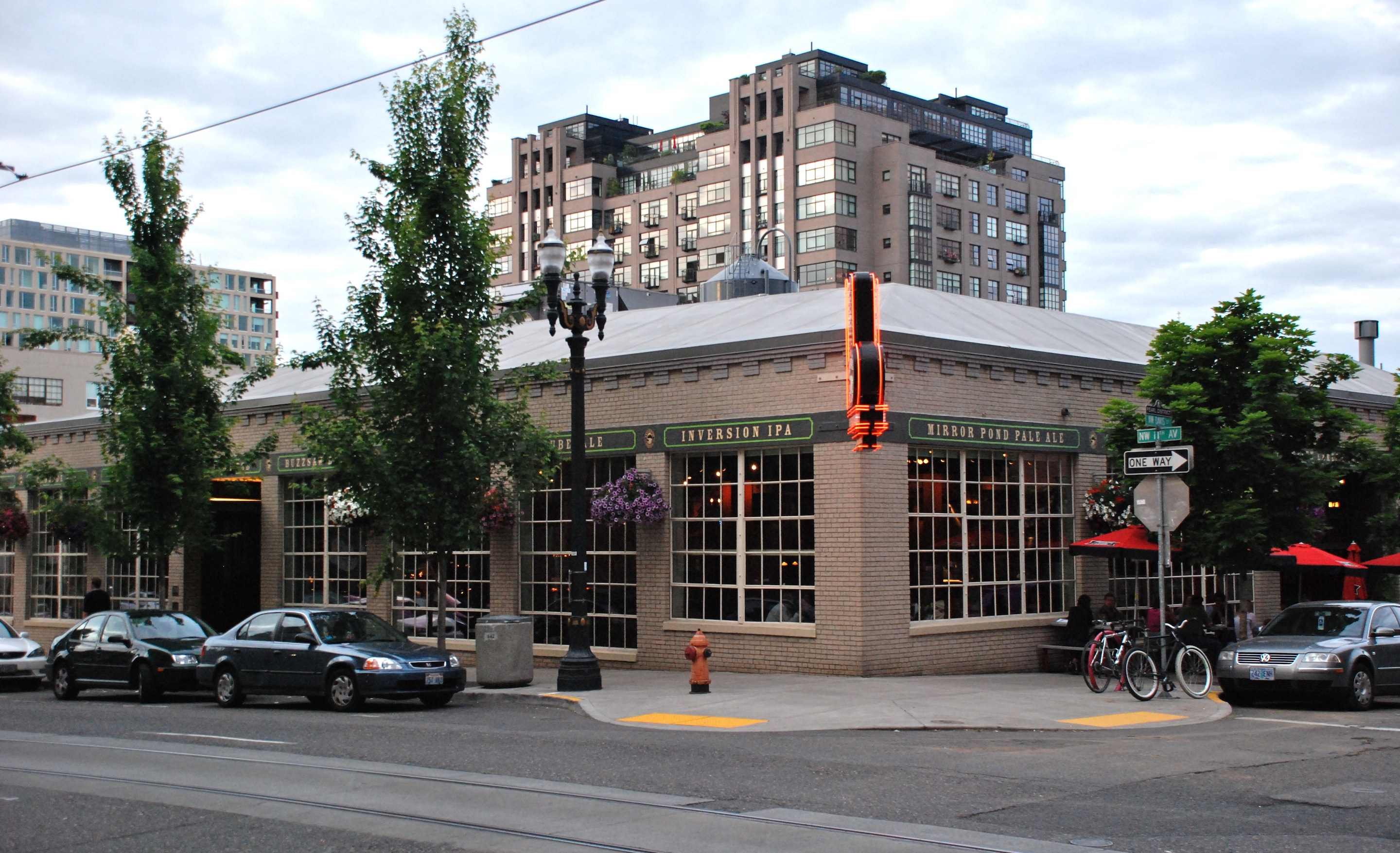
Exterior do edifício em 2011

O edifício G. G. Gerber é um edifício histórico em Portland, no distrito de Pearl, no Oregon. O edifício está listado no Registro Nacional de Locais Históricos, e atualmente abriga a Cervejaria Deschutes.